# Streptotrichaceae
Streptotrichaceae, porodica pravih mahovina iz reda Pottiales opisana 2017. godine. Sastoji se od pet rodova

## Rodovi
1. Austroleptodontium R.H. Zander
2. Crassileptodontium R.H. Zander
3. Microleptodontium R.H. Zander
4. Rubroleptodontium R.H. Zander
5. Stephanoleptodontium R.H. Zander